# فيصل السعودي
فيصل السعودي مواليد 19 ديسمبر 1988 في ، السعودية، هو لاعب كرة قدم سعودي يلعب في نادي الخبراء.

## مسيرة اللاعب
لعب سابقاً في نادي التعاون ونادي البدائع ونادي البكيرية ونادي النجمة ونادي الصقر ونادي العربي  ونادي التقدم ونادي القوارة ونادي الخبراء.